# Max Mannheimer
Max Mannheimer (6 de febrero de 1920 - 23 de septiembre de 2016) fue un autor, pintor y sobreviviente del Holocausto. Excepto por un hermano, perdió a toda su familia en el Holocausto, incluyendo a su nueva esposa. Durante décadas, no habló sobre sus experiencias, a pesar de las pesadillas y la depresión. En 1986, mientras viajaba por Estados Unidos, vio una esvástica y la visión de esta le provocó un colapso nervioso. Después de eso, comenzó a hablar sobre sus experiencias a manos de los nazis, dando charlas a jóvenes y adultos, en escuelas y universidades. Mannheimer ganó muchos honores y premios por su trabajo.

## Primeros años
Mannheimer nació en Neutitschein, Moravia del Norte, en lo que entonces era Checoslovaquia y hoy es la República Checa. Su madre, Margarethe (Markéta), de soltera Gelb, nació el 4 de abril de 1893 en Uherský Brod, cerca de la frontera con Hungría. Su padre fue Jakob Leib Mannheimer, nacido el 24 de mayo de 1888 en Myślenice, Polonia.

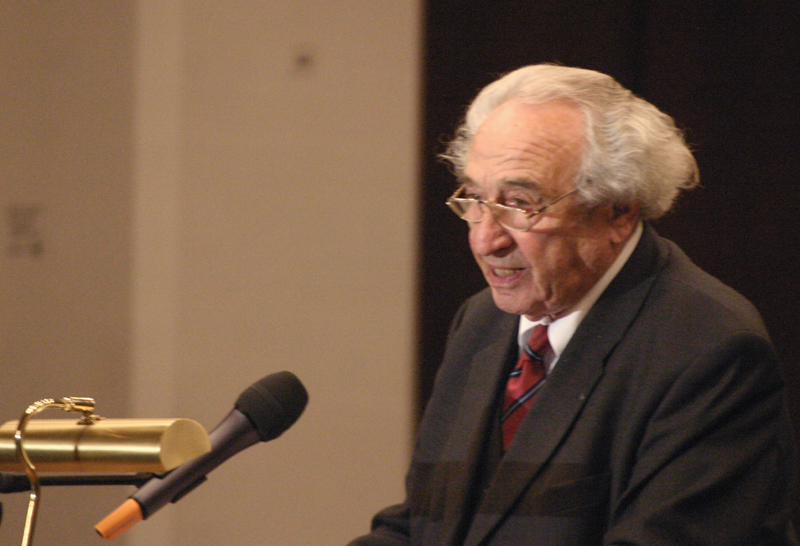
Mannheimer en 2005

## Era nazi
Sin embargo, en octubre de 1938, la Alemania nazi anexó los Sudetes, según el Acuerdo de Múnich del 29 de septiembre de 1938. Semanas después, el 10 de noviembre, en la Kristallnacht, su padre fue arrestado y puesto en "custodia protectora". A los 18 años, Mannheimer también habría sido detenido, pero su madre mintió a la policía sobre su edad. Su padre fue liberado después de prometer salir de Alemania en un plazo de ocho días y, el 27 de enero de 1939, la familia se mudó a Ungarisch Brod, hoy conocido como Uherský Brod.
En pocos meses, las tropas y unidades militares nazis comenzaron a aparecer en su nueva ciudad y la plaza cerca de su hogar fue renombrada en honor a Adolf Hitler. Sus libertades fueron restringidas cada vez más por las leyes contra los judíos, pero, a pesar de ello, Mannheimer se casó y comenzó a construir su vida.
En 1942, el hermano de Mannheimer, Erich, fue deportado al campo de concentración de Auschwitz. El 2 de febrero de 1943, cuatro días antes del 23.º cumpleaños de Mannheimer, él, su madre, su padre, sus hermanos Ernst (Arnošt) y Edgar, su hermana de 15 años, Katharina (llamada Käthe), y su esposa de 22 años, Eva (de soltera Bock), fueron arrestados y deportados a Auschwitz después de una breve parada en el campo de concentración de Theresienstadt. Mannheimer perdió a la mayor parte de su familia al llegar a Auschwitz. Sus padres, hermana y esposa fueron llevados en la primera selección. Poco después, sus hermanos Erich y Ernst fueron tomados. Mannheimer sobrevivió a tres selecciones y a una operación en el hospital de Auschwitz realizada por un médico que también era prisionero.
En octubre de 1943, Mannheimer y su hermano menor, Edgar, fueron enviados al Gueto de Varsovia para limpiar escombros. En julio de 1944, fue enviado en una marcha de la muerte al campo de concentración de Dachau, llegando el 6 de agosto de 1944. Después de tres semanas en cuarentena, fue enviado a Allach, un subcampo de Dachau donde trabajó en una fábrica de BMW. A principios de 1945, él y su hermano fueron enviados al subcampo de Mühldorf, que fue evacuado en tren el 28 de abril de 1945. El tren fue liberado por tropas estadounidenses el 30 de abril de 1945 en Seeshaupt. Al final, solo Mannheimer y su hermano Edgar sobrevivieron.

## Después de la liberación
Después de su liberación de un lazareto, y pesando apenas 75 libras (34 kilogramos), juró que nunca volvería a pisar suelo alemán. Sin embargo, poco después, se enamoró de una joven alemana, Elfriede Eiselt, que había estado en la Resistencia alemana al nazismo, con quien se casó, regresando a Alemania en 1946. Su segunda esposa murió de cáncer en 1964. Hasta su muerte, estuvo casado con una estadounidense y vivió cerca de Múnich. Tuvo una hija de su segundo matrimonio y un hijo del tercero.
De 1947 a 1962, trabajó en una agencia de bienestar judía y en un periódico. Comenzó a pintar bajo el nombre ben jakov, su nombre hebreo, en la década de 1950. Su primer intento de hacer pinturas sobre el pasado fue en 1954. Su primera exposición fue en 1975 y numerosas exposiciones individuales en Alemania y otros países le siguieron. Las pinturas de "ben jakov" no tienen título.
Se hizo conocido por sus conferencias sobre sus experiencias en los campos de concentración. Durante décadas, nunca habló sobre sus experiencias, pero sufrió pesadillas y depresión. En un viaje a Estados Unidos en 1986, vio una esvástica y se derrumbó, sufriendo un colapso nervioso. Desde mediados de la década de 1980, ha estado dando conferencias a jóvenes y adultos en escuelas, universidades y otros lugares como testigo de los horrores del Tercer Reich y la era nazi. También guía a grupos de escolares en recorridos por Dachau. Dice que las conferencias son una forma de terapia para él, que le gustaría olvidar el pasado porque le ha causado pesadillas y depresión, pero siente un deber hacia aquellos que no sobrevivieron de nunca olvidar.
Mannheimer fue miembro honorario de Gegen Vergessen – Für Demokratie ("Contra el olvido - Por la democracia"), cuyo presidente era Joachim Gauck. Mannheimer también fue presidente de "Lagergemeinschaft Dachau" y vicepresidente del Comité Internacional de Dachau.

## Años posteriores

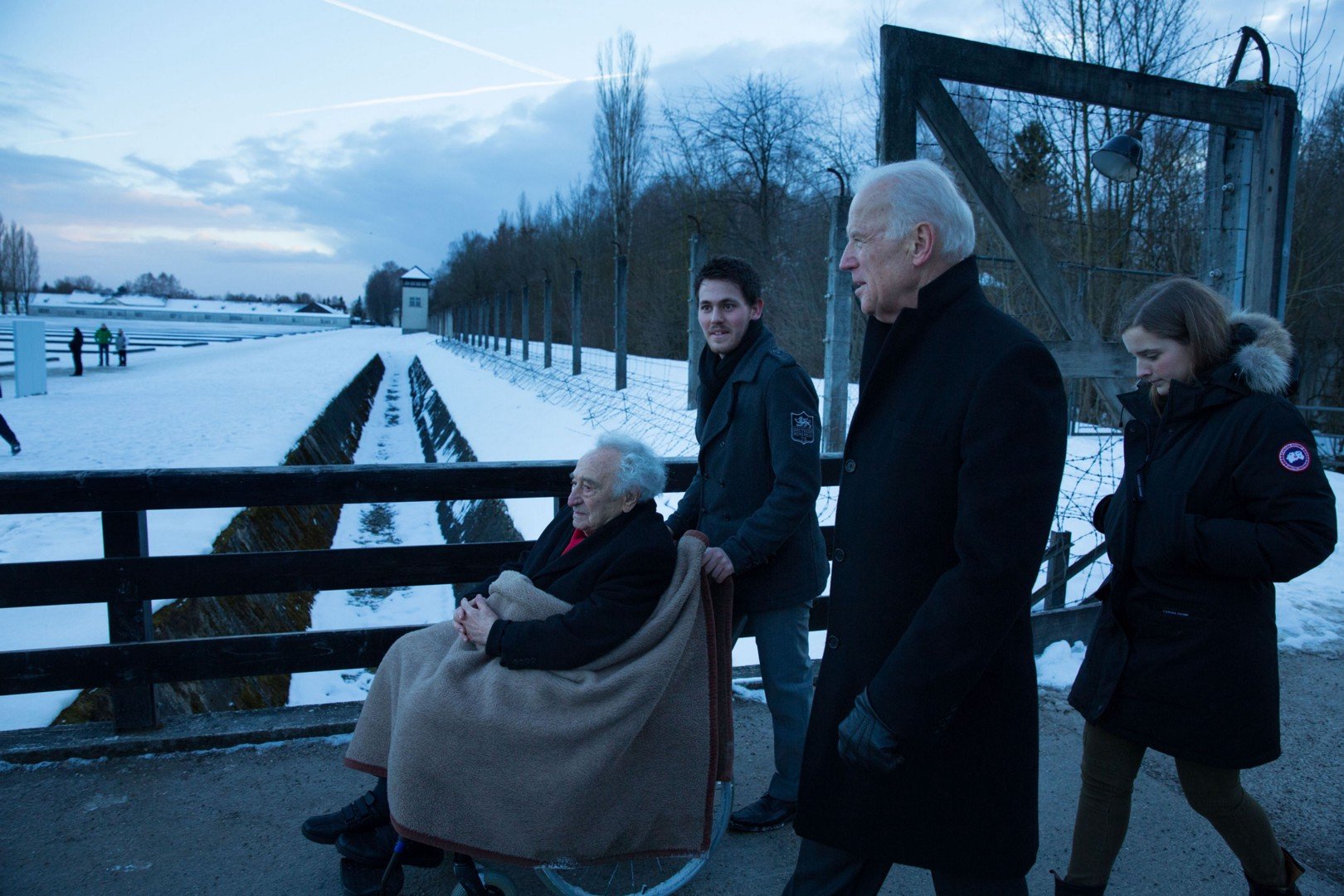
Mannheimer guiando a el Vicepresidente Joe Biden en Dachau en 2015

Durante la campaña para las Elecciones federales de Alemania de 2013, invitó a la canciller Angela Merkel a visitar Dachau, convirtiéndola en la primera canciller en visitar el antiguo campo de concentración. Aunque los residentes elogiaron el gesto de Merkel, también se vio como una posible táctica electoral. Murió el 23 de septiembre de 2016, a los 96 años.

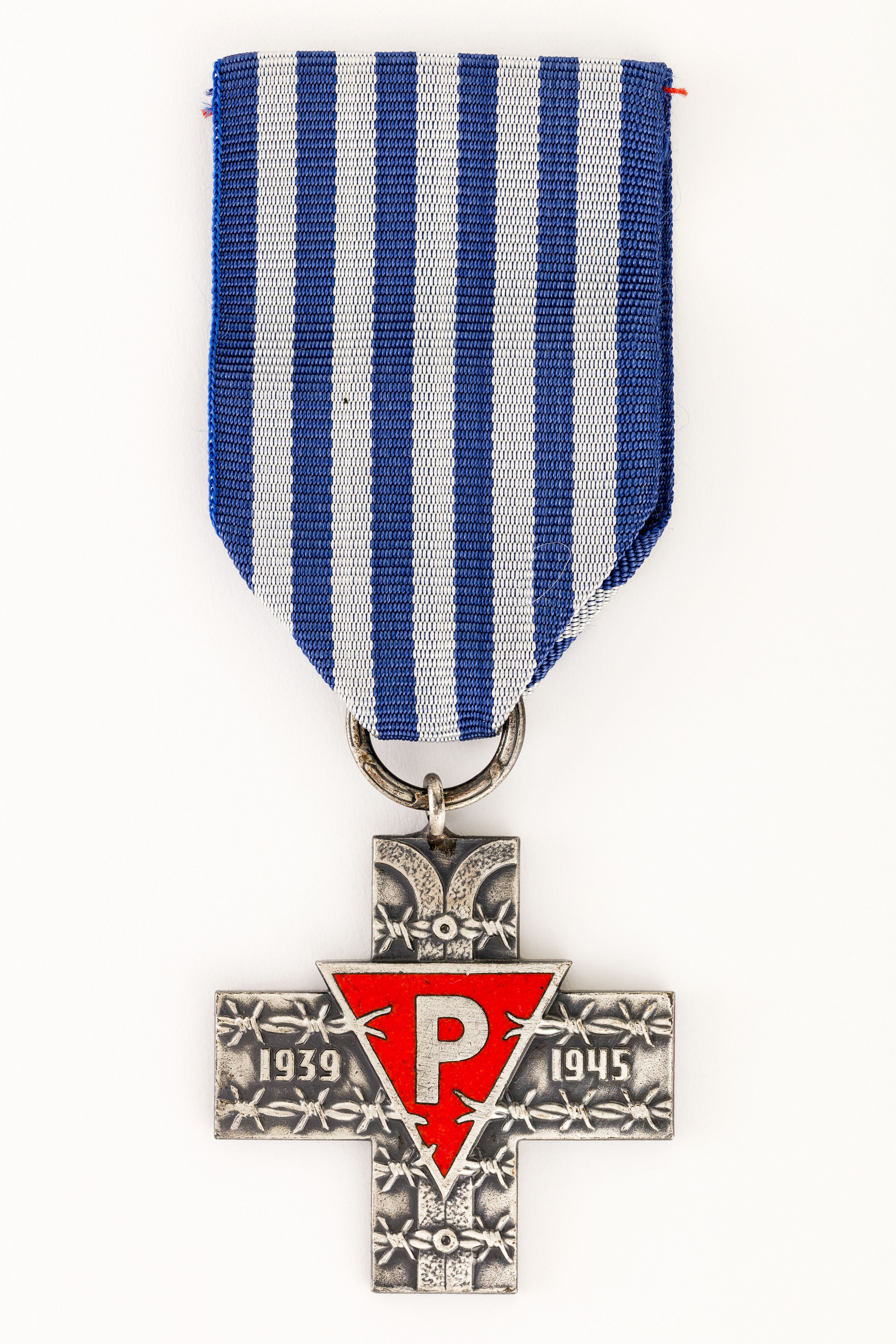
Cruz de Auschwitz

## Honores y premios
Mannheimer recibió el Premio Waldemar von Knoeringen de la Academia Georg von Vollmar. El premio se otorga cada dos años a personas destacadas que avanzan en la causa del trabajo y el socialismo democrático. Otros premios y honores incluyen:[cita requerida]
- Caballero de la Legión de Honor Francesa (Chevalier de la Légion d'Honneur)
- Medalla Georg von Vollmar
- Premio Wilhelm Hoegner
- Cruz de Auschwitz
- Ciudadano honorario de la Ciudad de Neutitschein.
- Premio Cultural de la Alta Baviera, 2005
- Orden del Mérito de la República Federal de Alemania
- Orden del Mérito de Baviera
- Medalla Constitucional de Baviera (plata)
- Doctorado honorario de la Universidad Ludwig Maximilian de Múnich, 2000
- Medalla Constitucional de Baviera (oro), 2009[6]

## Libros
- Spätes Tagebuch. Pendo Verlag, Zürich 2005, ISBN 3-86612-069-9 (en alemán)
- A Diary Delayed. (traducción al inglés por Kathryn Woodard). Oettingen Press, 2018.